# Väggö
Väggö är ett naturreservat i Valdemarsviks kommun i Östergötlands län.
Området är naturskyddat sedan 1975 och är 224 hektar stort. Reservatet omfattar den norra delen av ön Ämtö-Väggö som tidigare varit separata öar. Reservatet består av hällmarkstallskog på höjder, gran i sänkor och parier av ek och andra ädellövträd i norr.